# Nine Elms (metrostation)
Nine Elms is een station van de metro van Londen dat op 20 september 2021 is geopend en wordt bediend door de Northern Line.
Het station ligt iets ten zuiden van de spoorlijn van en naar station Waterloo, op de plaats waar tot 1848 kopstation Nine Elms lag als Londense eindpunt van de spoorlijn tussen Londen en Southampton. Het is het eerste station van de verlenging van de Northern Line ten zuidwesten van station Kennington. Het station werd ontworpen en gebouwd door Ferrovial Agroman Laing O'Rourke, terwijl de omliggende gebouwen door Assael Architecture worden ontworpen. In het station staan de toegangspoortjes parallel aan de voorgevel boven aan de roltrappen. Deze roltrappen verbinden de stationshal rechtstreeks met het perron op niveau -2.  
Het station is gebouwd als kuipstation met de openbouwputmethode, zodat het tijdens de bouw makkelijk toegankelijk is en latere bebouwing boven het station mogelijk blijft. 

## Geschiedenis
In 2014 werd door de verkeersminister toestemming gegeven voor de bouw van het station die in 2015 begon. Het station zou samen met het traject Kennington–Battersea in 2020 worden geopend, maar in december 2018 stelde de Londense burgemeester Sadiq Khan de opening een jaar uit. In juni 2019 waren de tunnels en sporen gereed en begonnen de proefritten, in februari 2020 waren de perrons en roltrappen voltooid en verscheen het logo van de Londense metro op het station. Het is het 271e metrostation van Londen.

## Omgeving
De verlenging van de Northern Line is onderdeel van de herontwikkeling van de rechter Theemsoever tussen Battersea Bridge en Vauxhall Bridge ten noorden van de spoorlijn. Het station aan Pascal Street ligt vlak ten zuiden van de spoorlijn en zal vooral de gebieden bedienen rond New Covent Garden Market, de markthallen die sinds 1974 gevestigd zijn op een voormalig opstelterrein, en rond de Amerikaanse ambassade aan de noordkant van de spoorlijn. Het is de bedoeling van Transport for London (TfL) om rond het station 400 nieuwe woningen, waarvan 40% in de sociale sector, te bouwen, alsmede kantoorruimte en winkels rond een stationsplein. Door deze vastgoedprojecten wil TfL de bouwkosten van het station terugverdienen en op lange termijn extra inkomsten genereren.

## Kunst
Art on the Underground heeft de kunstenaar Samara Scott opdracht gegeven om een kunstwerk voor de verdeelhal van het station te realiseren. Zij kwam met verdiepte vlakken in de betonnen wanden van de verdeelhal. De vlakken worden gevuld met voorwerpen die in de omgeving van het station werden aangetroffen, zowel in winkels als uit de Theems en in het boorgruis. Hiermee zijn gekleurde vlakken in het grijze beton gevormd.  

## Galerij

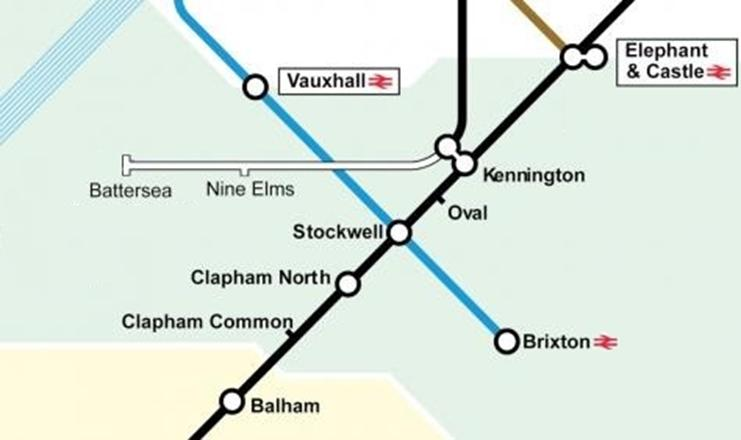
Northern Line extension in het wit.
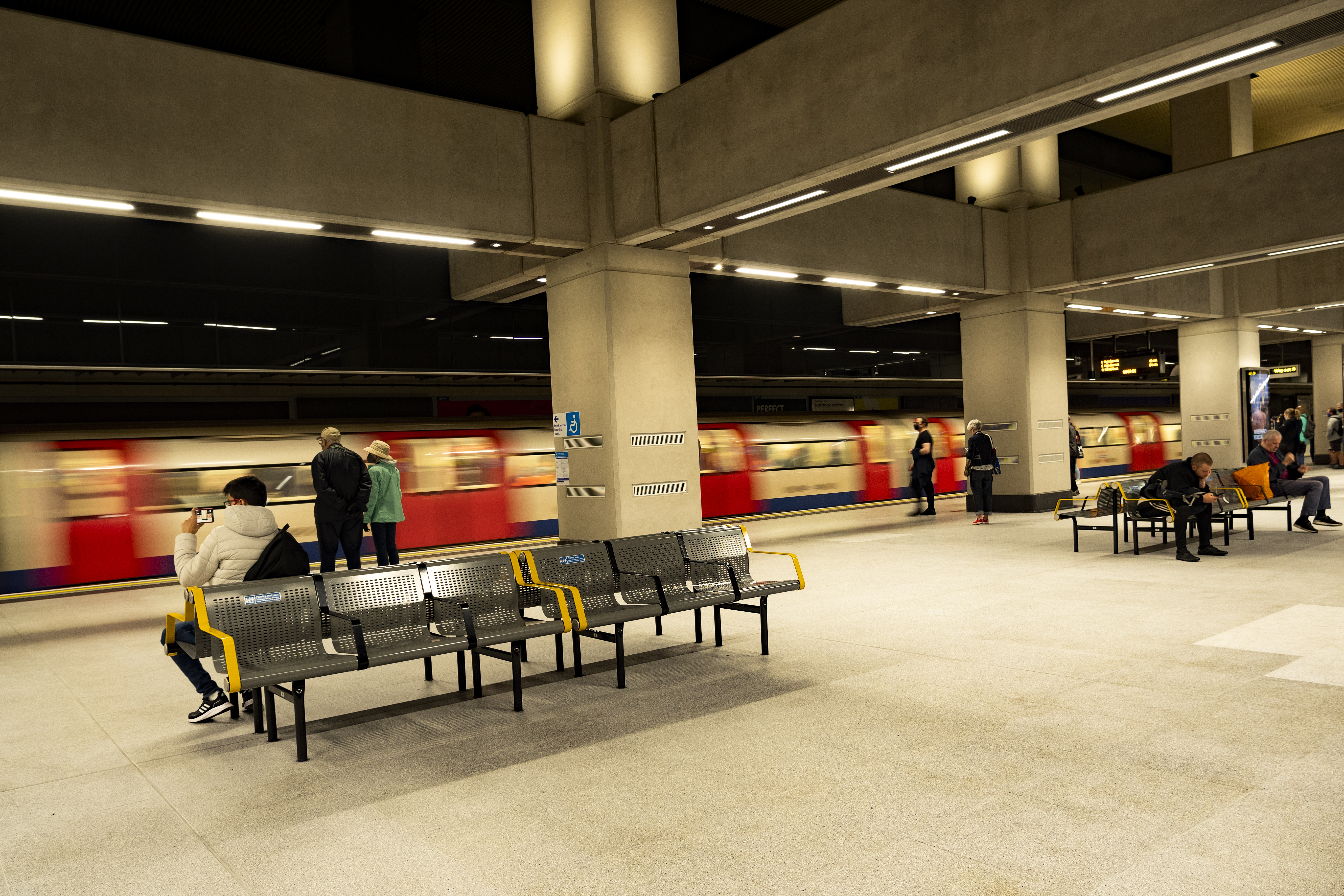
Metro langs het perron
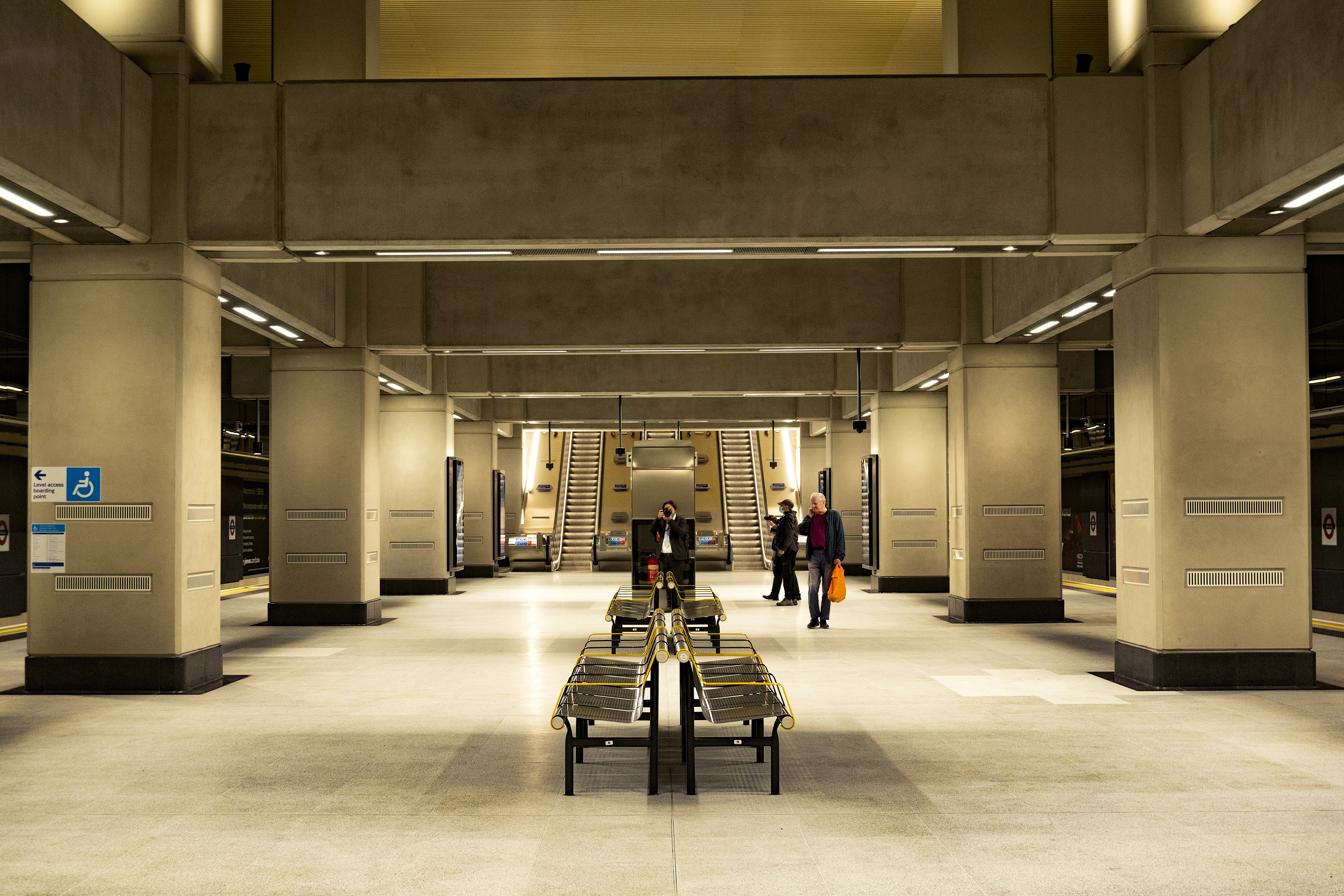
Zuilen en wachtbankjes op het eilandperron